# Reihendorf
Ein Reihendorf oder Hufendorf ist eine Siedlungsform und Form des Dorfes. Es setzt ein langgestrecktes topografisches Objekt wie eine Straße oder einen Weg, einen Deich, ein Tal oder einen Höhenrücken, einen Bach oder Wassergraben voraus, entlang dem die bäuerlichen Siedlungsplätze, das heißt die Höfe oder Hofstellen, in mehr oder minder regelmäßigen Abständen angelegt (aneinander gereiht) worden sind.
Meist sind Reihendörfer dadurch gekennzeichnet, dass, sofern es die örtlichen Gegebenheiten und Geländebedingungen ermöglichen, jeweils am Anfang und am Ende des Dorfes noch weiter gesiedelt werden kann, also noch weitere Hofstellen angelegt werden können.
Reihendörfer können einreihig oder zweireihig (d. h. beiderseits des Weges) angelegt werden. Die Anordnung des Ackerlandes beim Hof hat den Vorteil der Zeiteinsparung und der Verringerung des Transportaufwands, da direkt aus dem Hof „heraus“ beziehungsweise in ihn „hinein gewirtschaftet“ werden kann (Mistausbringung, Aussaat, Einfahren der Ernte) und durch die Anwesenheit des Bauern eine bessere Kontrolle der Ländereien gewährleistet ist.
Häufig bestand kein Flurzwang und häufig auch keine Allmende. Durch die etwa gleiche und flächenmäßig ausgeglichene Anlage der Höfe und Flurstücke werden die Vor- und Nachteile, die durch die unterschiedlichen geomorphologischen, hydrologischen und geoökologischen Bedingungen gegeben sind, besser ausgeglichen als bei anderen Dorf- und Flurformen.
1. Hagenhufendorf: Ein Hagenhufendorf oder Bachhufendorf ist eine langgestreckte Siedlung, ähnlich dem Reihendorf, entlang einer Straße, die parallel zu einem Bach verläuft, wobei die Straße nur einseitig bebaut wird, während auf der gegenüberliegenden Straßenseite die zu den Höfen gehörenden handtuchförmigen Ackerflächen von 20 bis 40 Morgen, die Hufe, liegen. Die eingehägten Grundstücke dienen als Bauerngarten und zur Kleintierhaltung. Der rückwärtig angrenzende Bach liefert das nötige Wasser. Idealerweise gibt es noch einen nahegelegenen Wald zur Brennholz- und Nutzholzgewinnung.
2. Marschhufendorf: Ein Marschhufendorf ist ein Reihendorf in Marschgebieten längs eines Entwässerungskanals. Der Landbesitz schließt in gereihten Längsstreifen an die Hofanlagen an. Marschhufendörfer gibt es besonders in den Niederlanden und etwa seit dem 10. Jahrhundert in Norddeutschland in den Gebieten, in denen die Niederländer an der Entwässerung mitwirkten.
3. Moorhufendorf: Beim Moorhufendorf handelt es sich um eine planmäßig angelegte Reihensiedlung des 16. und 17. Jahrhunderts. Das Moorhufendorf hat in der Regel eine Breitstreifenflur (Flurformtyp, bei dem Streifen von ca. 50–800 m Breite dominieren). Die Grenzen der Breitstreifen bilden Entwässerungsgräben. Vielfach in den Niederlanden zu finden.
4. Waldhufendorf: Als Waldhufendörfer werden planmäßig angelegte Siedlungen des Mittelalters bezeichnet, die durch (und zur) Rodung angelegt wurden und die, ausgehend von den badischen, schwäbischen und fränkischen Gebieten in Süddeutschland, bei der Kolonisierung im nördlichen niederösterreichischen Waldviertel und bei der Deutschen Ostsiedlung in Thüringen, Sachsen, Sachsen-Anhalt und Schlesien sowie teilweise auch Brandenburg eine wichtige Rolle spielten.
5. Straßendorf: Ein Straßendorf ist eine dörfliche Siedlungsform und eine besondere Art des Reihendorfs. Straßendörfer gibt es sowohl geregelt (planmäßige Anlage oftmals durch systematische Kolonisierung) als auch ungeregelt (gewachsene Form). Straßendörfer sind in Europa, vor allem in Mitteleuropa, weit verbreitet.